# Ucsida Acuto
Ucsida Acuto (内田 篤人; Hepburn: Uchida Atsuto; Kannami, Japán, 1988. március 27. –) japán labdarúgó, posztját tekintve jobbhátvéd. A japán válogatottnak is tagja volt.

## Sikerei, díjai

### Klubcsapatokban
Kasima Antlers
- Japán bajnok: 2007, 2008, 2009
- Japán kupagyőztes: 2007
- Japán szuperkupa-győztes: 2009, 2010
- AFC-bajnokok ligája-győztes: 2018

 Schalke 04
- Német kupagyőztes: 2010–11
- Német szuperkupa-győztes: 2011

### A válogatottban
- Ázsia-kupa-győztes: 2011